# G. G. Jackson
Pour les articles homonymes, voir Jackson.
Gregory “G. G.” Jackson II, né le  17 décembre 2004 à Columbia en Caroline du Sud, est un joueur américain de basket-ball évoluant aux postes d'ailier et ailier fort. Il mesure 2,04 m.

## Biographie

### Carrière universitaire
Entre 2022 et 2023, il joue pour les Gamecocks de la Caroline du Sud à l'université de Caroline du Sud.

### Carrière professionnelle
Il est drafté le 22 juin 2023 par les Grizzlies de Memphis en 45e position. Il signe un contrat two-way avec les Grizzlies fin août 2023. En février 2024, son contrat two-way est converti en un contrat standard.

## Palmarès

### Professionnel
- NBA All-Rookie Second Team en 2024.

### Universitaire
- SEC All-Freshman Team en 2023

## Statistiques

### Universitaires
| Saison    | Équipe          | Matchs | Titul. | Min./m | % Tir | % 3pts | % LF | Rbds/m. | Pass/m. | Int/m. | Ctr/m. | Pts/m. |
| --------- | --------------- | ------ | ------ | ------ | ----- | ------ | ---- | ------- | ------- | ------ | ------ | ------ |
| 2022-2023 | Caroline du Sud | 32     | 29     | 31,9   | 38,4  | 32,4   | 67,7 | 5,94    | 0,84    | 0,75   | 0,81   | 15,41  |
| Carrière  | Carrière        | 32     | 29     | 31,9   | 38,4  | 32,4   | 67,7 | 5,94    | 0,84    | 0,75   | 0,81   | 15,41  |